# Shoptime
Shoptime foi uma empresa brasileira de varejo, a marca mais multicanal do varejo, tendo como plataformas de venda um site, app, TV e catálogo online. Foi criada em 1995 como o primeiro canal de home shopping da América Latina, isto é, com foco na venda de produtos para a casa através de um canal de TV.
Essa expansão começou em 1997 quando, além do canal de televisão, a TV Shoptime, a marca ganhou um site de comércio eletrônico. Em 2005, foi adquirida pelo grupo B2W Digital, com foco na expansão do e-commerce. Em 2017, o site, além de vender produtos próprios, passou a integrar o formato de vendas do marketplace, ou seja, formato no qual lojistas parceiros podem se cadastrar para vender através dos canais digitais da marca.
Em 2021, após a fusão da B2W Digital com as Lojas Americanas, o Shoptime passou a fazer parte do grupo Americanas S.A., junto as marcas Americanas, Submarino, Ame Digital, entre outras. Em julho de 2024 a Americanas, em processo de recuperação judicial após fraude contábil, anunciou a fusão da marca ao seu próprio aplicativo de compras, com sua extinção..

## História
O Shoptime teve sua origem a partir de um plano de expansão da Multicanal, operadora de televisão a cabo. O objetivo principal era iniciar uma operação própria de DTH no Brasil (televisão via satélite). Para isso, a operadora investiu para montar um projeto de programação. Seriam lançados novos canais, como um de filmes de aventura, um infantil e outro voltado ao público feminino; entre os planos, estava um canal de vendas, batizado de Shoptime. Inspirado no modelo norte-americano de home shopping, que já contava com redes como HSN e QVC, sua programação seria 24 horas dedicada às televendas. O projeto de DTH da Multicanal e o lançamento dos demais canais foram interrompidos devido a divergências entre os acionistas da operadora, o que interrompeu os preparativos. O Shoptime, no entanto, já estava pronto para iniciar suas operações.
Além do canal de televisão, o Shoptime também editava um catálogo de venda direta ao consumidor. Com a ascensão da internet, a empresa entrou no comércio eletrônico em 1997, com a criação do site Shoptime.com, com maior variedade de produtos. Apesar disso, a primeira investida do Shoptime na internet veio com o lançamento do Cybermall, uma página em que os clientes podiam visualizar informações sobre os produtos anunciados na televisão. As compras, porém, ocorriam apenas através do telefone.
Já passaram pelo canal da empresa, a TV Shoptime, apresentadores como Ciro Bottini, Carlos Takeshi, Rosana Garcia, Monique Evans, Roberta Close, Rodolfo Bottino, Viviane Romanelli, Antonio Pedro, Marcos Veras e Rafael Baronesi. Um dos diferenciais mais apontados para o sucesso do Shoptime, que já chegou a vender 500 máquinas de waffles em 90 minutos, é o fato de ter o horário nobre apresentado ao vivo.
A empresa foi comprada pelo grupo controlador das Lojas Americanas em agosto de 2005 por 126,7 milhões de reais. A aquisição abriu caminho para que o Shoptime integrasse a B2W Digital, proprietária de sites como Submarino e Americanas.com. Hoje em dia, além de produtos para a casa, o site oferece itens das mais diferentes categorias.
No dia 6 de maio de 2023, assinantes da Sky Brasil passaram a receber avisos de que a versão televisiva deixaria o line-up da operadora no dia 30 por "decisão da programadora". No dia 17, a Americanas informou que o canal de TV seria descontinuado nas operadoras de televisão por assinatura e parabólicas após 28 anos de operações a partir do dia 1.° de junho, concentrando as suas transmissões pelo YouTube. A decisão foi lamentada pelo público.

## Marcas próprias
O Shoptime possuiu alguns produtos com marca própria, como:
- Casa & Conforto (cama, mesa e banho),
- Fun Kitchen (eletroportáteis)
- La Cuisine (utilidades domésticas)
- Life Zone (esporte e lazer)

## Shoptime Marketplace
Através do Shoptime Marketplace, lojistas de diferentes categorias do varejo podem passar a vender itens de seus estoques dentro dos sites da B2W Marketplace, incluindo o Shoptime.
Alguns lojistas com ofertas mais competitivas podem ainda participar do Canal Shoptime com seus produtos sendo anunciados pelos apresentadores do canal.